# Manon Brunet
Manon Brunet (Lyon, 1996. február 7. –) olimpiai bajnok francia kardvívó. A 2024-es párizsi olimpián egyéniben nyert bajnoki címet.
Férje, Boladé Apithy szintén vívó.

## Pályafutása
Brunet nyolcéves korában kezdett vívni. Első felnőtt világversenyén 18 évesen, a 2014-es Európa-bajnokságon nyert ezüstérmet a francia kardcsapat tagjaként. Első aranyérmét 2018-ban nyerte szintén a kardcsapattal a kínai Vuhsziben, a döntőben az orosz csapatot 45–35-re legyőzve. 2023-ban egyéniben és csapatban is győzött az Európa-bajnokságon.
Olimpián először 2016-ban vett részt. A riói játékokon a nyolcaddöntőben Márton Annát búcsúztatta. Bejutott az elődöntőbe is, ahol 14–15-ös vereséget szenvedett az orosz Szofja Velikajától. Végül a bronzmérkőzésen is kikapott, az ukrán Olha Harlan elleni asszóban. A 2021-es tokiói olimpián újra az elődöntőben szenvedett először vereséget későbbi győztes Szofja Pozdnyakovától. A bronzmérkőzést Márton Anna ellen vívta és nyerte meg 15–6 arányban. Harmadik olimpiáján, 2024-ben Párizsban egyéniben döntőbe jutott és honfitársát, Sara Balzert 15–12-re legyőzve lett olimpiai bajnok.

## Sikerei, díjai
- Olimpiai játékok
  - Aranyérem: 2024 (egyéni)
  - Ezüstérem: 2020 (csapat)
  - Bronzérem: 2020 (egyéni)
- Világbajnokság
  - Aranyérem: 2018 (csapat)
  - Ezüstérem: 2014, 2019, 2023 (csapat)
  - Bronzérem: 2017 (csapat)